# MTV Movie Awards 2003
MTV Movie Awards 2003 var 2003-udgaven af MTV Movie Awards sendt på MTV. Prisuddeling blev afholdt den 31. maj, 2003 i Los Angeles i Californien. Skuespilleren Seann William Scott og popsangeren Justin Timberlake var værter på ceremonien. Den russiske popduo T.a.T.u var blandt de optrædende.
Showet inkluderede også en parodi fra The Matrix Reloaded, der var en kombination med optagelser fra den originale film, med Scott og Timberlake i hovedrollerne.
De nominerede filme er listet op nedenunder, med vinderne ophævet i fed skrift:

## Bedste film
- Ringenes Herre - De to Tårne
- Barbershop
- 8 Mile
- The Ring
- Spider-Man

## Bedste mandlige præstation
- Eminem i 8 Mile
- Vin Diesel i XXX
- Leonardo DiCaprio i Catch Me If You Can
- Tobey Maguire i Spider-Man
- Viggo Mortensen i Ringenes Herre - De to Tårne

## Bedste kvindelige præstation
- Kirsten Dunst i Spider-Man
- Halle Berry i Die Another Day
- Kate Hudson i How to Lose a Guy in 10 Days
- Queen Latifah i Chicago
- Reese Witherspoon i Sweet Home Alabama

## Bedste mandlige gennembrud
- Eminem i 8 Mile
- Nick Cannon i Drumline
- Kieran Culkin i Igby Goes Down
- Derek Luke i Antwone Fisher
- Ryan Reynolds i National Lampoon's Van Wilder

## Bedste kvindelige gennembrud
- Jennifer Garner i Daredevil
- Kate Bosworth i Blue Crush
- Maggie Gyllenhaal i Secretary
- Eve i Barbershop
- Beyoncé Knowles i Austin Powers in Goldmember
- Nia Vardalos i My Big Fat Greek Wedding

## Bedste Rolle i Komedie
- Mike Myers i Austin Powers in Goldmember
- Will Ferrell i Old School
- Cedric the Entertainer i Barbershop
- Johnny Knoxville i Jackass
- Adam Sandler i Mr. Deeds

## Bedste skurk
- Daveigh Chase i The Ring
- Willem Dafoe i Spider-Man
- Daniel Day-Lewis i Gangs of New York
- Colin Farrell i Daredevil
- Mike Myers i Austin Powers in Goldmember

## Bedste filmpar
- Elijah Wood, Sean Astin og Gollum i Ringenes Herre - De to Tårne
- Kate Bosworth, Michelle Rodriguez og Sanoe Lake i Blue Crush
- Jackie Chan og Owen Wilson i Shanghai Knights
- Will Ferrell, Vince Vaughn og Luke Wilson i Old School
- Johnny Knoxville, Bam Margera, Steve-O og Chris Pontius i Jackass

## Bedste virtuelle optræden
- Gollum i Ringenes Herre - De to Tårne
- Yoda i Star Wars Episode II: Klonernes angreb
- Kangaroo Jack i Kangaroo Jack
- Noldus i Harry Potter og Hemmelighedernes Kammer
- Scooby-Doo i Scooby-Doo

## Bedste kys
- Tobey Maguire og Kirsten Dunst i Spider-Man
- Ben Affleck og Jennifer Garner i Daredevil
- Nick Cannon og Zoe Saldana i Drumline
- Leonardo DiCaprio og Cameron Diaz i Gangs of New York
- Adam Sandler og Emily Watson i Punch-Drunk Love

## Bedste actionsekvens
- «Kampen om Helms Deep» i Ringenes Herre - De to Tårne
- «Sammenstødet på motorvej 23» i Final Destination 2
- «Flugten» i Minority Report
- «Konflikten på arenaen» i Star Wars Episode II: Klonernes angreb

## Bedste kampscene
- Yoda mod Christopher Lee i Star Wars Episode II: Klonernes angreb
- Jet Li mod de ultimative kæmpere i Cradle 2 the Grave
- Johnny Knoxville mod Butterbean i Jackass
- Fann Wong mod paladsvagterne i Shanghai Knights